# Berlins Olympiastadion
Berlins Olympiastadion (tyska: Olympiastadion Berlin) ligger i Berlin och är Tysklands största friidrottsarena. Stadion är belägen i stadsdelen Westend i Charlottenburg-Wilmersdorf i västra Berlin och är byggnadsminnesmärkt. Den är en del av Berlins olympiaområde.
I dag används arenan huvudsakligen till fotboll och friidrott. Inför VM-slutspelet 2006 genomgick arenan en omfattande renovering (bland annat ett nytt tak) som stod klar under andra halvan av 2004. Olympiastadion är klassificerad som en femstjärnig fotbollsarena av Uefa.

## Historik
Berlins Olympiastadion byggdes inför sommar-OS 1936 och hade då en kapacitet på över 100 000 åskådare (ståplatser). Men långt innan dess började området att användas för idrott och stora evenemang. I början av 1900-talet började Berliner Rennverein att intressera sig för området och 1909 stod det första stadion, Rennbahn Grunewald, klar. Området blev ett populärt fritids- och idrottsområde och 1913 stod det nya Deutsches Stadion för 30 000 åskådare klart på samma plats. Tanken var att arrangera de olympiska spelen 1916 i Berlin, men tävlingarna ställdes in på grund av första världskriget. Under 1920-talet tillkom byggnader intill stadion, och området började kallas Sportforum.

### Sommar-OS 1936

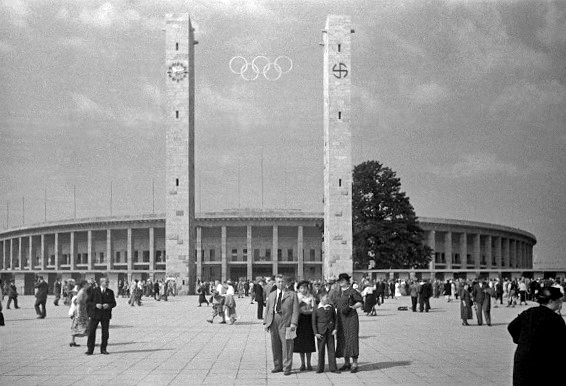
Olympiastadion under OS 1936.

Redan innan nazisterna kom till makten, hade Berlin tilldelats de olympiska sommarspelen 1936 och en stor satsning på området inleddes, varvid Olympiastadion uppfördes på området, som döptes om till Reichssportfeld. Istället för att renovera den existerande stadion, beslöt Adolf Hitler att bygga ett nytt stort stadion som skulle imponera på besökarna.
Arkitekten för Olympiastadion var Werner March och den nya arenan rymde 100 000 åskådare. Den går i en stil inspirerad från antikens arenor och är delvis belägen under jord. Det fanns planer på att bygga stadion ännu högre för att ge ett mäktigare intryck utifrån för besökarna, men det blev aldrig av. Stadion orienterade sig också efter den tilltänkta Ost-West-Achse som en del i den av Albert Speer planerade, men aldrig genomförda, Welthauptstadt Germania. Spelen invigdes av Adolf Hitler, och användes av Nazityskland i propagandasyfte.
Efter OS kom Olympiastadion att användas för landskamper i fotboll, utomhushandboll och friidrott. Det var även plats för regimens propagandaföreställningar och för den årliga tyska mästerskapsfinalen i fotboll fram till 1942.

### Efter andra världskriget

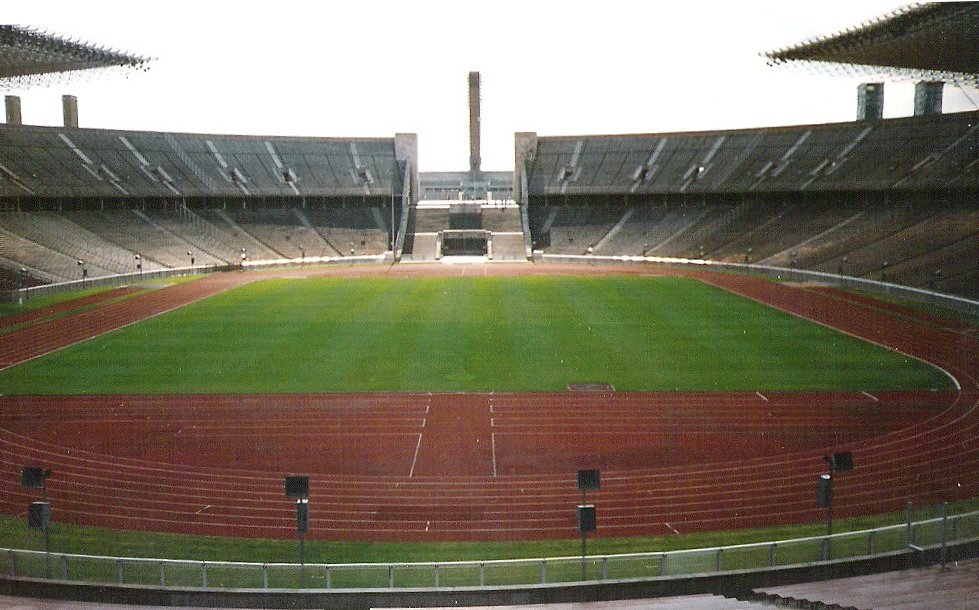
Olympiastadion före renovering

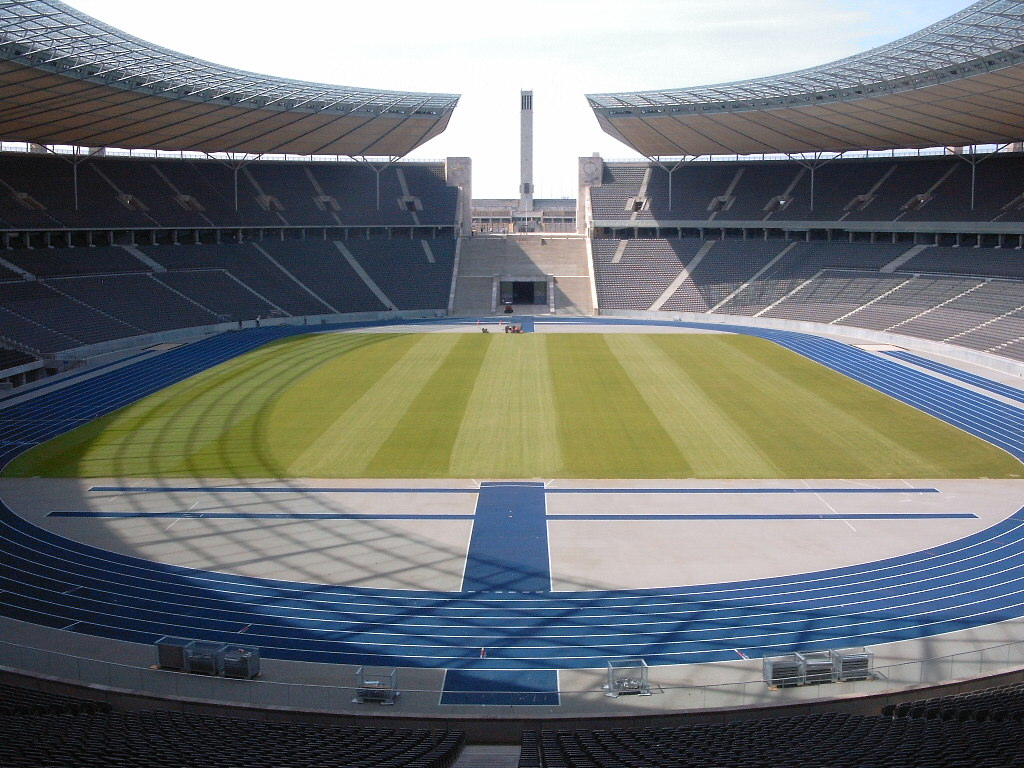
Olympiastadion, juli 2005

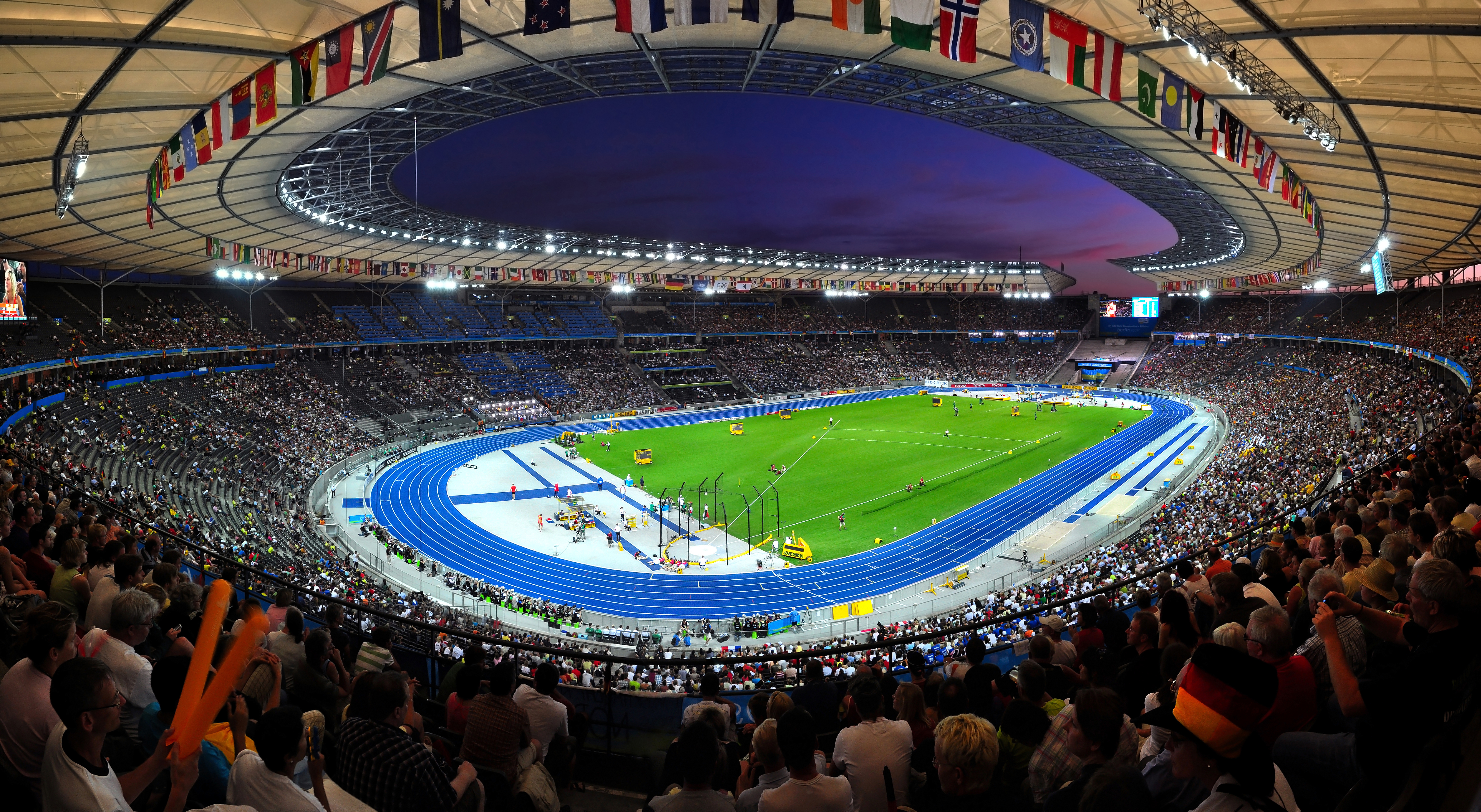
Olympiastadion vid världsmästerskapen i friidrott i augusti 2009.

Under andra världskriget hade delar, bland annat klocktornet Glockenturm, förstörts. Ett återuppbyggande inleddes under Werner March och arenan återuppbyggdes under 1950-talet. Glockenturm och Langemarckhalle återuppbyggdes 1960–62 av den brittiska armén, som efter krigsslutet hade hand om Olympiaområdet. Britterna hade där sitt högkvarter för den brittiska sektorn av Berlin. Britterna hade årligen uppvisningar på Olympiastadion (bland annat army tattoos) och Drottning Elizabeth II besökte området. Under 1950-talet anordnades också stora kyrkomöten, samt idrottsevenemang för ungdomar.
Arenan behöll sitt ursprungliga utseende fram till 1966, då fyra stora ljusmaster byggdes. År 1973 tillkom ett tak på båda långsidorna inför fotbolls-VM 1974.

### Olympiastadions renovering
År 1995 lämnade de brittiska trupperna Berlin och Olympiastadion samt Olympiaområdet lämnades över till staden Berlin. Man genomförde vid samma tid en kampanj för att få OS 2000. Berlin misslyckades att få OS vilket föranledde en debatt kring arenans framtid. Man kunde också konstatera att arenan var i dåligt skick och i stort behov av renovering och modernisering.
När så Tyskland tilldelades fotbolls-VM 2006 aktualiserades frågan och man beslutade att bygga om arenan. Ombyggnationen innebar bland annat att man tog bort det gamla taket och ersatte det med ett nytt som täcker samtliga platser. Man sänkte även planen och ersatte den nedre delen av läktarplatserna med nya konstruktioner. Arenan moderniserades inom ramen för dess byggnadsminnesmärkning och fick nya utrymmen som till exempel VIP-loger. Det nya taket innebar också att man ersatte ljusmasterna med strålkastare i taket. Arkitektbyrån Gerkan, Marg und Partner stod för utformningen.
Efter renoveringen har arenan en kapacitet för 74 244 åskådare.

## Användning
Bundesligalaget Hertha BSC Berlin spelar sedan 1960-talet sina hemmamatcher på Olympiastadion. Varje år sedan 1985 spelas den tyska cupfinalen här. Under världsmästerskapet i fotboll 1974 var Olympiastadion en av matcharenorna och under världsmästerskapet i fotboll 2006 spelades fyra gruppspelsmatcher, kvartsfinalen samt finalen här. 
Olympiastadion har varje år flera idrottstävlingar, bland annat den traditionsrika ISTAF Berlin som är en av tävlingarna i Golden League. Arenan var även värd för världsmästerskapen i friidrott 2009.
Berlin Thunder spelade tidigare sina hemmamatcher här.

## Bragden i Berlin
Sveriges fotbollslandslag stod under VM-kvalet till VM i Brasilien 2014 för en av Sveriges största idrottsbragder någonsin på Olympiastadion i Berlin den 16 oktober 2012. Sverige låg under mot Tyskland med 4-0 när det återstod cirka 35 minuter kvar av matchen. Andra halvlek bjöd på svensk dominans och Sverige reducerade och tog mål efter mål in på Tysklands övertygande ledning. På matchens allra sista spark kvitterar Rasmus Elm till 4-4 och bragden i Berlin var ett faktum.

## Evenemang
- Olympiska sommarspelen 1936
- Världsmästerskapet i fotboll 1974
- Världsmästerskapet i fotboll 2006
- Europamästerskapet i fotboll 2024
- DFB-pokal
- Tysklands herrlandslag i fotboll
- Fußball-Bundesliga
- Golden League-deltävlingen ISTAF

## Kommunikationer
Olympiastadion ligger nära tunnelbanestation (U-Bahn) Olympia-Stadion samt S-Bahn Olympiastadion.